# كأس هونغ كونغ
كأس هونغ كونغ (بالصينية: 香港足總盃) ، وتسمى رسمياً (كأس اتحاد هونغ كونغ لكرة القدم)، هي بطولة رسمية لكرة القدم التي أنشأها اتحاد هونغ كونغ لكرة القدم سنة 1974.

## وصلات خارجية
- FA Cup The هونغ كونغ Football Association]].
- هونغ كونغ Football نسخة محفوظة 7 أغسطس 2020 على موقع واي باك مشين.
- مؤسسة إحصاءات وثيقة لرياضة كرة القدم.com Hongkong - List of FA Cup Winners